# 食人族歷險記
《食人族歷險記》（英語：The Mountain of the Cannibal God）是一部1978年意大利恐怖電影，由乌尔苏拉·安德烈斯和史戴西·奇屈主演，英語對白，在斯里蘭卡拍攝。這部電影還於1979年由新線影業在美國以《食人神的奴隸》（Slave of the Cannibal God）爲名廣泛發行，並在英國以《食人神的囚徒》（Prisoner of the Cannibal God）爲名發行，海報由山姆·裴菲爾設計。這部電影在英國被禁，直到2001年。

## 劇情
蘇珊·史蒂文森（乌尔苏拉·安德烈斯飾）試圖在新幾內亞的叢林中尋找她失踪的人類學家丈夫亨利（湯姆·費利吉飾） 。她和她的兄弟阿瑟（安東尼奧·馬爾西納飾）尋求愛德華·福斯特教授（史戴西·奇屈飾）的幫助，後者認為她的丈夫可能已經前往位於羅卡島海岸附近的拉拉梅山。
當地人認為這座山被詛咒，當局不允許在那裡探險，所以一行人偷偷進入叢林開始搜索。他們最終到達了島上，在與一些凶險的蟒蛇、短吻鱷和捕鳥蛛發生了幾次沖突之後，他們遇到了另一位名叫馬諾洛（克勞迪奧·卡西內利飾）的叢林探險家，他一直住在附近的一個任務營地，他同意加入他們的探險中。
這幾個人來到島上顯然都有自己的私人原因，而且沒有一個人是來尋找蘇珊失踪的丈夫的，事情變得複雜起來。蘇珊和阿瑟是來秘密尋找鈾礦的，而福斯特則透露他之所以來到那裡，是因為幾年前他曾到過島上，被一個原始食人部落俘虜，這次回來是想消滅他們。福斯特後來在爬瀑布時喪生。
到達山上後，阿瑟被殺，馬諾洛和蘇珊被食人族俘虜並帶到他們的洞穴。他們在那裡發現當地人崇拜蘇珊丈夫的遺骸。當地人可以聽到亨利的盖革计数器滴答作響，並相信這是他的心臟仍在跳動。他們崇拜亨利為他們的食人神，並找到了一張他和蘇珊的情侶照。結果，蘇珊倖免於難，食人族開始享用其他人類和爬行動物的肉。她被剝光衣服，手腕被綁在一根柱子上，兩個當地女孩在她的全身塗上橙色的奶油。乍一看，這似乎是一場船刑，但相反，蘇珊在品嚐並吃掉阿瑟煮熟的遺體後變成了食人族女神。馬諾洛被綁起來受刑，而其他人則被吃掉。其中一名食人者試圖在沒有人注意的情況下強姦蘇珊，但被抓住並被閹割作為懲罰。馬諾洛和蘇珊經受了磨難，最終逃脫了。

## 演員
- 乌尔苏拉·安德烈斯 – 蘇珊·史蒂文森（Susan Stevenson）
- 史戴西·奇屈 – 愛德華·福斯特（Edward Foster）
- 克勞迪奧·卡西內利（英语：Claudio Cassinelli） – 馬諾洛（Manolo）
- 安東尼奧·馬爾西納（Antonio Marsina） – 阿瑟·魏瑟爾（Arthur Weisser）
- 佛朗哥·凡塔西亞（英语：Franco Fantasia） – 摩西神父（Father Moses）
- 達德利·瓦納古魯（英语：Dudley Wanaguru） – 政府官員 [3]

## 製作
這部電影是在斯里蘭卡取景拍攝的。

## 發行
《食人族歷險記》於1978年8月10日在意大利上映，同年在香港上映。直到1979年，新線影院才在美國發行這部電影。2005年廣東松竹梅影音製品有限公司在中國大陸發行過DVD。

## 外部連結
- 豆瓣电影上《食人族歷險記》的資料 （简体中文）
- AllMovie上《食人族歷險記》的资料（英文）
- 互联网电影数据库（IMDb）上《食人族歷險記》的资料（英文）
- 爛番茄上《食人族歷險記》的資料（英文）